# Douglas Crimp
Douglas Crimp (* 18. August 1944 in Coeur d’Alene, Idaho; † 5. Juli 2019) war ein US-amerikanischer Kunstsoziologe, Kunstkritiker und AIDS-Aktivist aus New York City. Er war ein Vertreter der Queer Theory.

## Leben
Von 1962 bis 1967 lebte und studierte Crimp in New Orleans. Nach einem kürzeren Aufenthalt in New York City 1967 zog er ein Jahr später endgültig in die Stadt. Er arbeitete für das Solomon R. Guggenheim Museum und war als freier Kunstkritiker tätig. 1976 setzte er sein Studium fort, das er nach weiteren Unterbrechungen 1980 mit einem Ph.D. abschloss. Von 1977 bis 1990 war er Mitherausgeber der Kunstzeitschrift October. Die von ihm allein verantwortete Ausgabe zum Thema AIDS (1987) gilt bis heute als richtungweisend in der Diskussion zu dem Thema. Crimp lehrte seit 1992 an der University of Rochester in New York.

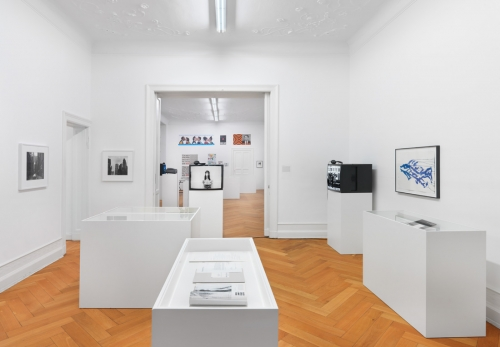
2014 Berlin, Fasanenstraße: Douglas-Crimp-Ausstellung

## Themen
Crimp beschäftigte sich kritisch mit der Institution Museum und der Arbeit der Künstler und der Kunstkritiker. Besonders intensiv beschäftigte er sich mit dem Schaffen und der Rezeption von Andy Warhol. Ein weiteres Schwerpunktthema war der gesellschaftliche Umgang und die Repräsentation von AIDS.

## Schriften (Auswahl)

### Englisch
- AIDS: Cultural Analysis/Cultural Activism, MIT Press, 1988
- AIDS Demo Graphics (mit Adam Rolston), Seattle: Bay Press, 1990
- On the Museum's Ruins, MIT Press, 1993
- Melancholia and Moralism: Essays on AIDS and Queer Politics, MIT Press, 2002

### Deutsch
- Über die Ruinen des Museums. Das Museum, die Fotografie und die Postmoderne, mit Fotos von Louise Lawler, Verlag der Kunst Dresden, 1996, ISBN 3-364-00328-9